# Mimosa trachycephala
Mimosa trachycephala är en ärtväxtart som beskrevs av George Bentham. Mimosa trachycephala ingår i släktet mimosor, och familjen ärtväxter. Inga underarter finns listade i Catalogue of Life.